# Operation 1027
Als Operation 1027 wird eine Militäroffensive der verbündeten Rebellengruppen MNDAA, TNLA, AA und PDF als Teil des seit 2021 andauernden Bürgerkriegs in Myanmar bezeichnet. Die Offensive startete am 27. Oktober 2023 und wurde 2024 fortgesetzt. Ziel der Offensive war die vollständige Eroberung der Kokang Spezial Administrative Zone, Palaung Special Administrative Zone, des Rakhaing-Staats und weiterer Gebiete in Myanmar. Durch die Kämpfe wurden mindestens 600.000 Zivilisten zur Flucht aus den Kampfgebieten gezwungen.
Stand März 2024 kontrollierten die Vereinigten Rebellengruppen das chinesisch-myanmarische Grenzgebiet im nordöstlichen Shan-Staat fast komplett. Aber auch Gebiete im Südwesten des Landes wurden von Rebellentruppen eingenommen. Beobachter vermuten, dass China die Rebellen finanziell und mit Waffen unterstützt. Andere Beobachter vermuten, dass es sich um eine von Großteilen der Bevölkerung unterstützten Offensive handelt, um die Militärregierung zur Aufgabe zu bewegen. Laut der Zeitung der Irrawaddy haben die Rebellen seit Beginn der Offensive über 500 Stützpunkte der Regierungsarmee eingenommen. Dabei haben sich viele Soldaten und Offiziere den Rebellen ergeben. Drei Brigadegenerale, die sich in der Schlacht von Laukkai ergeben hatten, wurden zum Tode verurteilt.
Aufgrund der schweren Kämpfe haben sich die verfeindeten Armeen der Shan, die RCSS und die SSPP am 29. November 2023 auf einen Waffenstillstand geeinigt. Dieses Abkommen richtete sich auch gegen die Palaung, die größere Gebiete im Shan-Staat auf Kosten der Shan beansprucht. In der Vergangenheit kämpften die TNLA (Palaung) und die Truppen der Shan State Progess Party SSPP gegen die Truppen der Zentralregierung und gegen Einheiten des Restoration Council of Shan State, auch Shan State Army South oder RCSS, die wiederum die Nähe zum Militär der Zentralregierung suchte. Es gab aber auch vereinzelt Gefechte zwischen der TNLA und der SSPP um Gebiete im nördlichen Shan-Staat, die sowohl von den Palaung als auch von den Shan beansprucht werden. Das RCSS erklärte sich als Neutral im Bürgerkrieg, versuchte aber, Gebiete im Einflussgebiet der SSPP zu erobern. Die SSPP suchte immer die Nähe zur MNDAA, eine der Organisationen hinter der Operation 1027. Die MNDAA ist wiederum mit den Wa verbündet. So hat die MNDAA eroberte Gebiete an die offiziell neutralen Wa zur Verwaltung übergeben. Beide Shan-Organisationen beteiligten sich mit Stand 2024 nicht offiziell an der Operation 1027.
Die kritische Frage 2024 war: Wie verhalten sich die UWSA, die Streitkräfte des Wa-Staates und die NDAA-ESS den Streitkräften der Mong La Speziellen Zone im Konflikt mit der Militärregierung. Beide waren Stand April 2024 neutral. Die Übergabe von Hopang and Panglong an den Wa-Staat wird als kritisch gesehen. Laut Verfassung des Jahres 2007 gehören beide Gebiete zum Wa-Staat, wurden aber von der Zentralregierung kontrolliert. Hätte die MNDAA versucht die Grenzübergänge selber zu verwalten, wäre dies wahrscheinlich das Ende der Allianz mit den Wa gewesen. Die Wa hätten die Seite der Zentralregierung ergriffen, mit der seit 1989 ein Waffenstillstandsabkommen existiert. Außerdem sind die Wa zusammen mit Mong La die militärisch stärkste ethnische, bewaffnete Organisation in Myanmar und werden von China unterstützt. Durch die Übergabe der Gebiete an die Wa wurde der Zusammenhalt der bewaffneten ethnischen Organisationen im Shan-Staat gestärkt. Die Wa verfüge über eine eigene Waffenproduktion und seien der größte Waffenlieferant für die anderen bewaffneten ethnischen Organisationen, einschließlich der AA, der MNDAA und der TNLA.